# Vážka čtyřskvrnná
Vážka čtyřskvrnná (Libellula quadrimaculata) je druh vážky z podřádu šídel. Vyskytuje se ve střední i severní části Asie, v Severní Americe a skoro v celé Evropě. V celém Česku je to běžný druh.

## Popis

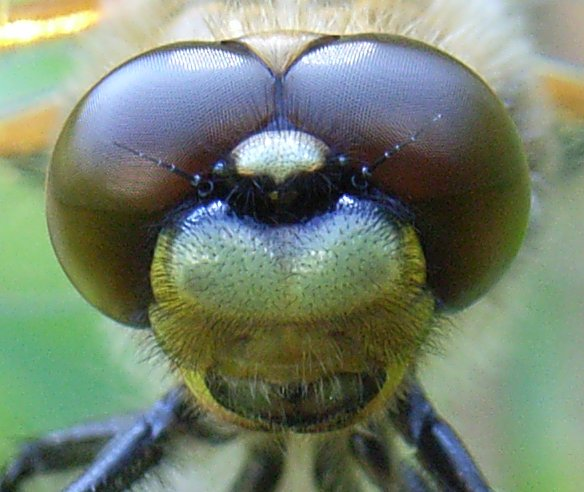
Detail hlavy zepředu

Tělo vážky čtyřskvrnné má délku 39–48 mm. Zbarvení samečka a samičky je podobné. Hruď mají hnědou, na zadečku jsou hnědožlutí, na konci zadečku černí a po bocích mají žluté skvrny. Hnědé oči se jim na temeni dotýkají v bodě. Na zadních křídlech mají u základny křídel tmavě hnědé skvrny. Hnědou skvrnu mají ještě na uzlu všech křídel, což je u nás spolehlivý určovací znak této vážky. Světle hnědou skvrnu mívají ještě u plamky. Plamka je zbarvena černě. Zadeček samečků se od hrudi postupně šípovitě zužuje, naproti tomu u samičky je zadeček širší a zužuje se až ke konci.

## Způsob života
Nymfy (larvy) se líhnou z vajíčka po 2-3 týdnech. Žijí ve stojatých mělkých vodách s pobřežní vegetací, kde se vyvíjí 2 roky. Dospělci létají od května do července. Loví hmyz za klikatého letu ve výšce 40–50 cm. Často usedají na vegetaci, ze které pozorují okolí. Páření probíhá velmi rychle za letu. Brzo po páření začne samička klást vajíčka, za letu ponořeným koncem zadečku, do vody.